# Centrum Palilula

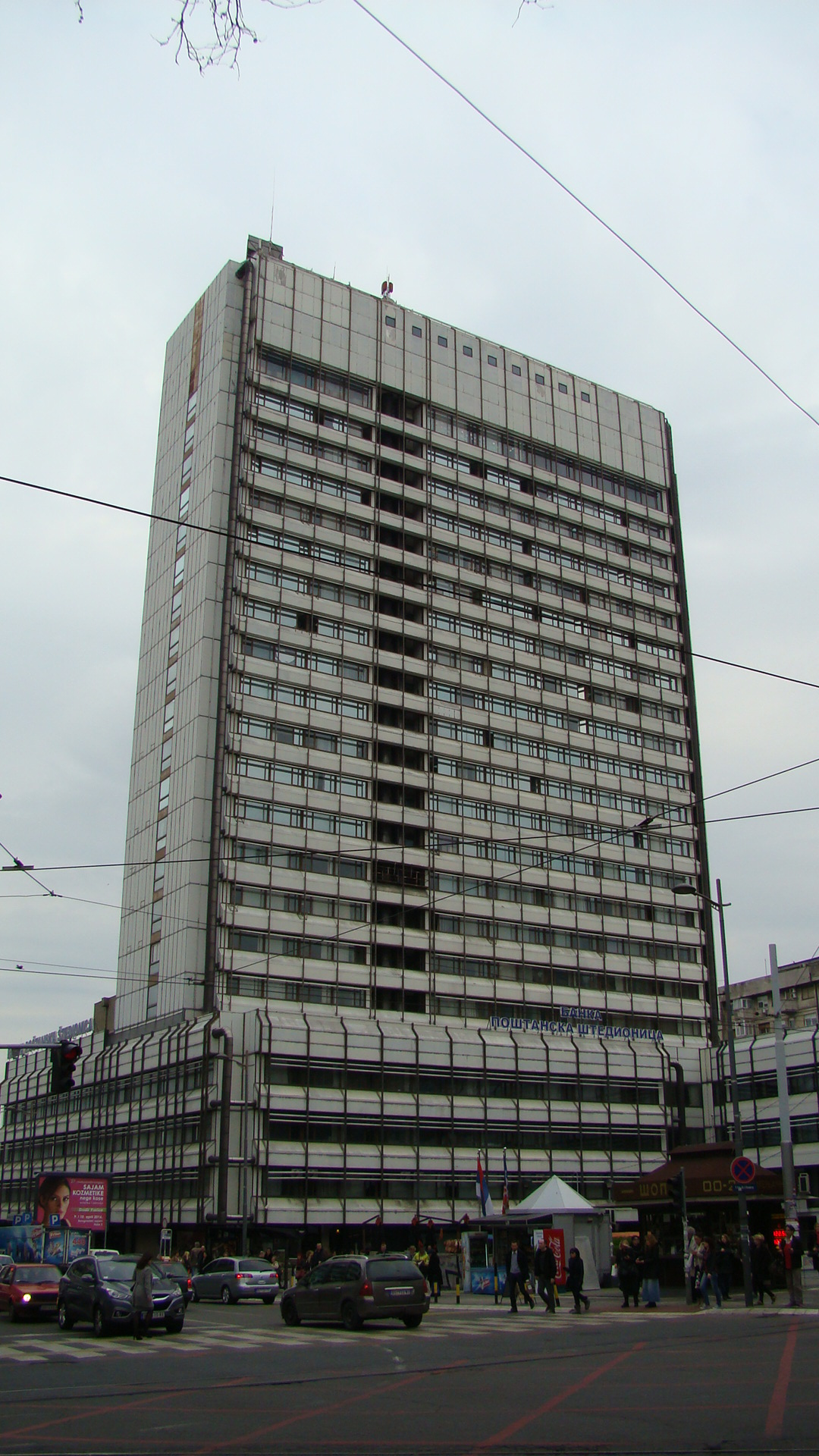
Hlavní výšková budova v roce 2016.

Centrum Palilula je komplex administrativních budov, který se nachází v hlavním městě Srbska, Bělehradu. Svůj název má podle místní části Palilula, která se nachází východně od centra metropole, v blízkosti řeky Dunaje. Vznikl na křižovatce ulic Starije Novaka a 27. marta. 
Komplex budov vznikl jako jedno z posledních děl architekta Uroše Martinoviće. Stavební práce probíhaly v letech 1973 až 1980. Budovy byly uspořádány okolo křižovatky tak, aby obklopovaly nově vzniklý veřejný prostor. Komplex má nápadné bílé obložení a dominantní věž s 25 patry a výškou 95 metrů, dokončenou roku 1981. Ta po dlouhou dobu sloužila pro původně státní společnost Ineks, v roce 2009 však byla část objektu prodána bělehradskému magistrátu, který do ní umístil kanceláře samosprávy, katastr nemovitostí a správu sociálního pojištění. 